# فرانك فريدركس
فرانك فريدركس (بالإنجليزية: Frankie Fredericks) هو عداء سابق في رياضة سباقات المضمار والميدان من دولة ناميبا، وحالياً سفيرُ دولتِهِ للنوايا الحسنة.

## روابط خارجية
- فرانك فريدركس على موقع الاتحاد الدولي لألعاب القوى (الإنجليزية)
- فرانك فريدركس على موقع اللجنة الأولمبية الدولية (الإنجليزية)
- فرانك فريدركس على موقع أوليمبيديا (الإنجليزية)
- فرانك فريدركس على موقع اتحاد ألعاب الكومنولث (مؤرشف) (الإنجليزية)